# Thomas W. Palmer

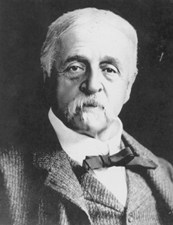
Thomas W. Palmer

Thomas Witherell Palmer (* 25. Januar 1830 in Detroit, Michigan; † 1. Juni 1913 ebenda) war ein US-amerikanischer Unternehmer, Politiker der Republikanischen Partei, US-Senator für Michigan und Diplomat.

## Biografie
Nach dem Besuch öffentlicher Schulen und der Thompson's Academy in St. Clair studierte er an der University of Michigan. Nach Reisen nach Spanien und Südamerika widmete er sich der Holz- und Landwirtschaft und war 1873 Mitglied der Bewertungskommission (Board of Estimates) von Detroit. 1879 begann er seine politische Laufbahn mit der Wahl zum Mitglied des Senats von Michigan und gehörte diesem bis 1880 an.
Als Kandidat der Republikanischen Partei wurde er zum US-Senator für Michigan gewählt und hatte den zweiten Senatssitz (Senator Class 2) vom 4. März 1883 bis zum 3. März 1889 inne. Während seiner Amtszeit war er zunächst von 1885 bis 1886 Vorsitzender des Senatsausschusses für Fischerei (Committee on Fisheries) und dann zwischen 1887 und 1888 des Ausschusses für Land- und Forstwirtschaft (Committee on Agriculture and Forestry). Darüber hinaus gehörte er 1883 zu den Mitgründern des Detroit Museum of Art.
Nach Beendigung seiner Wahlzeit verzichtete er auf eine erneute Kandidatur und wurde stattdessen 1889 von Präsident Benjamin Harrison zum Gesandten in Spanien ernannt. Nach seiner Rückkehr in die USA war er von 1890 bis 1893 Präsident der Nationalen Kommission für die World’s Columbian Exposition in Chicago, der von Mai bis Oktober 1893 durchgeführten Weltausstellung.
Im Anschluss zog er sich in das Wayne County zurück und ließ sich dort als Farmer nieder.

## Hintergrundliteratur
- Ziewacz, Lawrence E.: Thomas W. Palmer: A Michigan Senator’s ‘Masterly Argument’ for Women’s Suffrage, Michigan Historical Review 26, Frühjahr 2000, S. 31–43